# Dag Szepanski
Dag Szepanski  (né le 25 décembre 1943 à Bromölla en Suède) est un footballeur suédois.